# Marsopa comuna
La marsopa comuna (Phocoena phocoena) és una de les sis espècies de marsopa. El seu nom científic deriva de les paraules gregues que signifiquen 'foca grossa'. És un dels mamífers marins més petits. Sol romandre a prop de zones costaneres o estuaris de rius, de manera que és la marsopa més coneguda pels observadors de cetacis. Aquesta marsopa sovint s'aventura riu amunt i se l'ha vist a centenars de quilòmetres del mar.

## Descripció

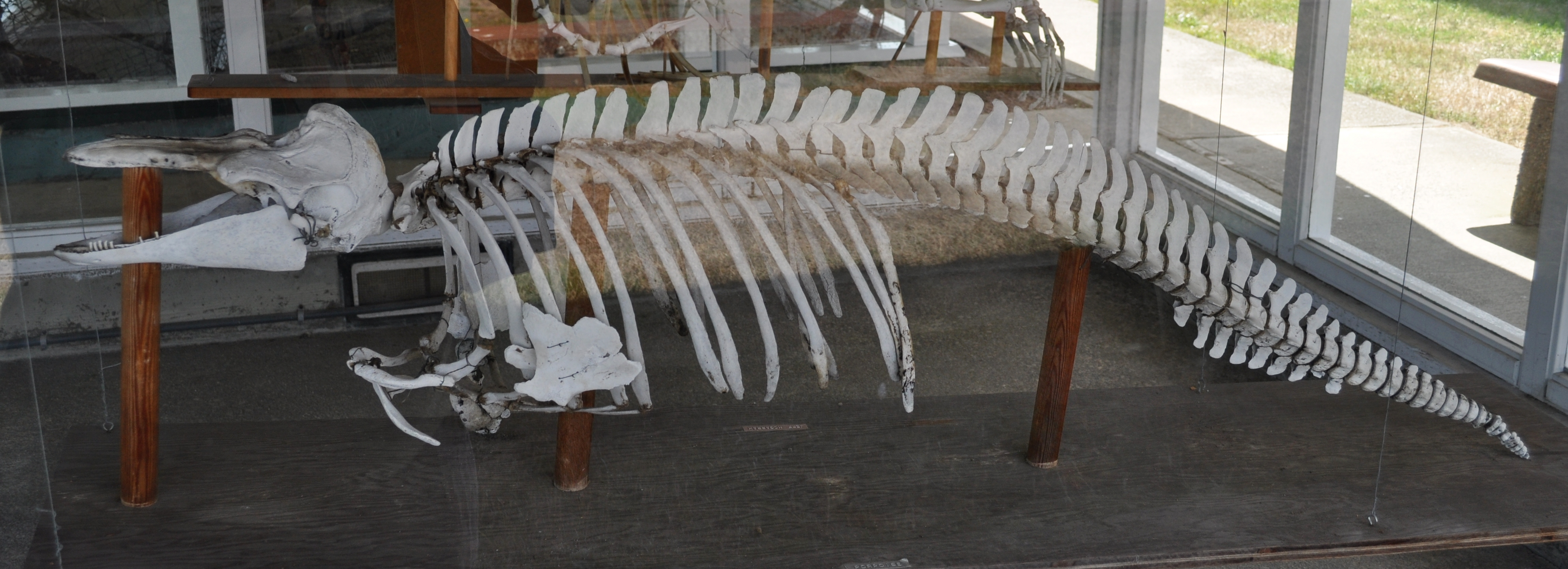
Esquelet de la marsopa comuna

La marsopa comuna és un xic més menuda que les altres espècies de marsopa, quan neix fa uns 67–85 cm de llargada i aleshores pesa uns 6,4-10 kg. Els adults dels dos sexes arriben a fer d'1,4 m a 1,9 m. Les femelles són més pesants amb un pes màxim al voltant dels 76 kg mentre que els mascles fan uns 61 kg. El seu cos és robust i de color gris per sobre i més blanc en la part de sota.

## Poblacions i distribució
La marsopa comuna està àmpliament distribuïda en aigües costaneres fredes de l'Atlàntic nord, Pacífic nord i la mar Negra. Aquestes poblacions es classifiquen en subespècies amb P. p. phocoena a l'Atlàntic Nord i Oest d'Àfrica, P. p. relicta a la Mar negra i Mar d'Azov, una població sense anomenar al nord-oest del Pacífic i P. p. vomerina al nord-est del Pacífic. Recentment les evidències genètiques suggereixen que l'estructura de les poblacions de marsopes comunes podrien ser més complexes i haurien de ser reclassificades.

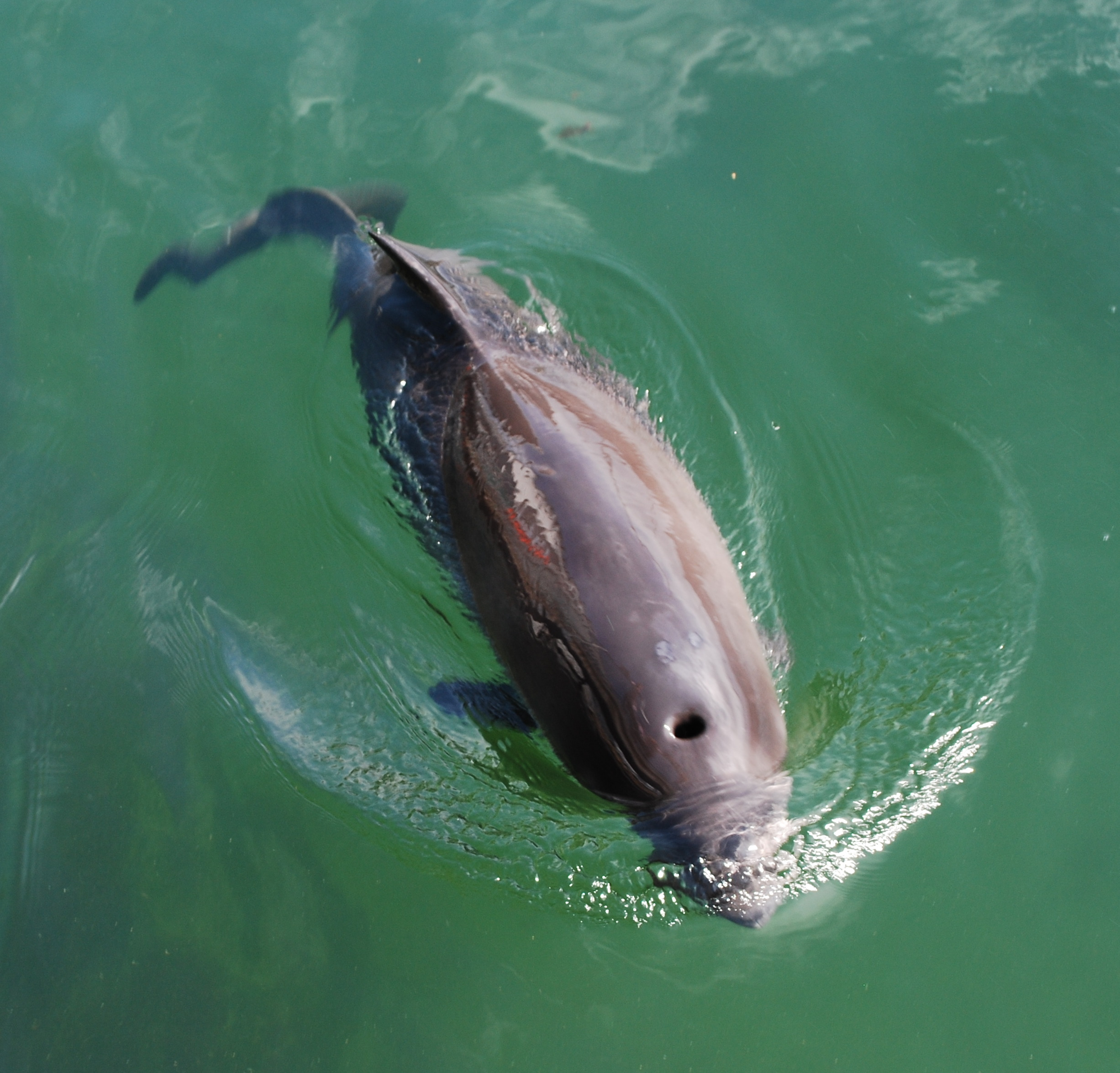
Una marsopa comuna en aigües de Dinamarca
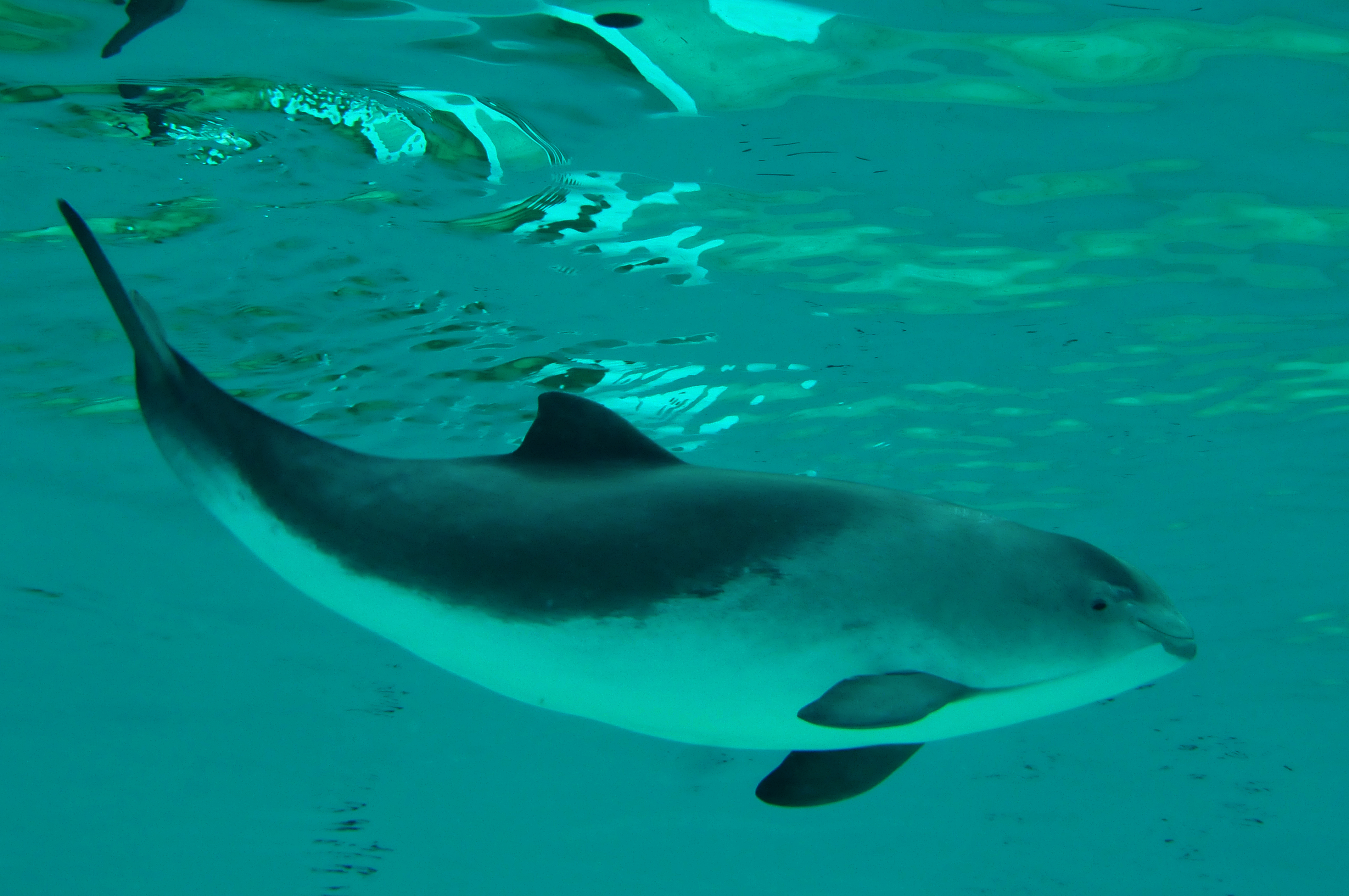
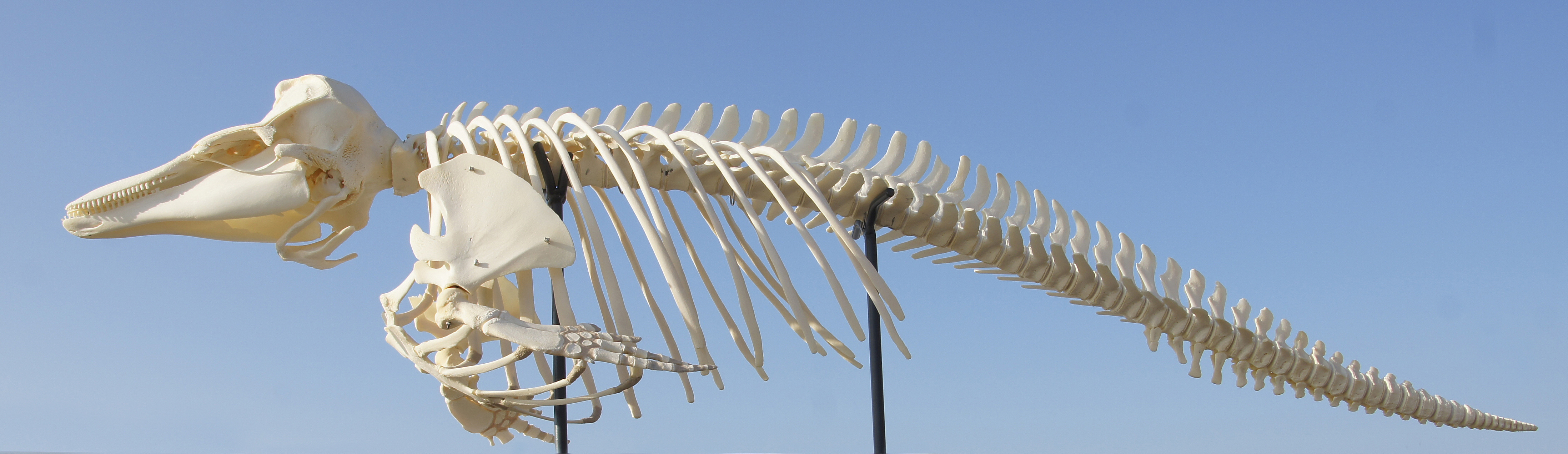
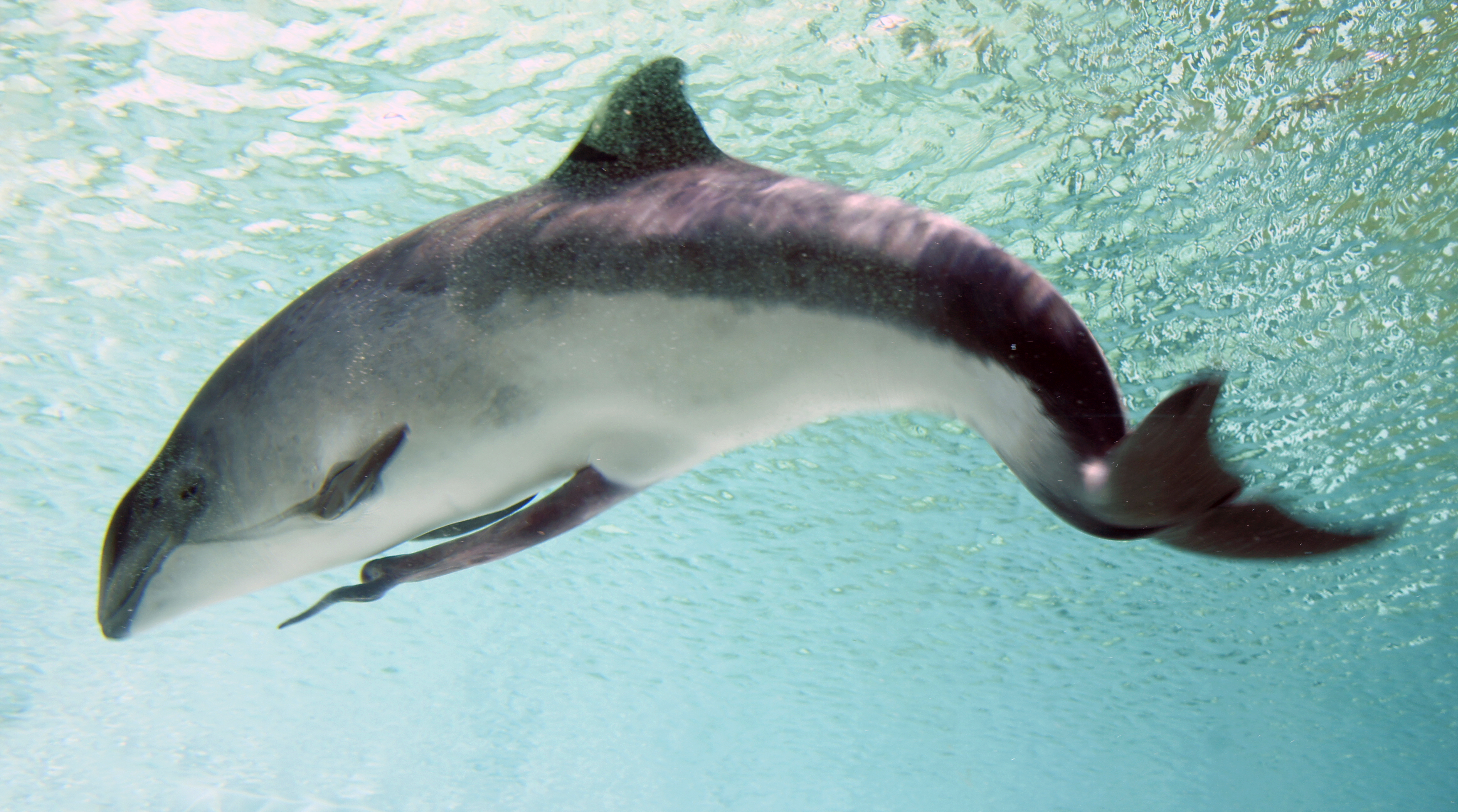